# Escuela Técnica Superior de Arquitectura (Universidad de Navarra)
La Escuela Técnica Superior de Arquitectura de la Universidad de Navarra (también conocida por su acrónimo ETSAUN) es un centro dependiente de la Universidad de Navarra situado en Pamplona, en el que se cursan los estudios de grado en Arquitectura y Diseño, así como doctorados y diversos másteres de postgrado.

## Historia
Se creó en 1964, comenzando sus clases bajo la dirección del arquitecto Ignacio Araujo. Durante el primer año de andadura, las clases gráficas (Geometría, Dibujo) eran impartidas en la tercera planta del Edificio Central de la Universidad de Navarra y las teóricas (Matemáticas, Física) en el Edificio de Ciencias del campus de la Universidad de Navarra. El curso 1965-1966 pasó a ocupar el ala sur del nuevo Edificio de Bibliotecas (hoy biblioteca antigua o de Humanidades). 
En 1966 la Universidad de Navarra firma un convenio de colaboración con el Ministerio de la Vivienda, por el que se crea en la Escuela el Laboratorio de Edificación. Este curso 1966-1967 Javier Lahuerta reemplaza a Araujo como director de la ETSA. En 1969 la primera promoción de la Escuela finaliza sus estudios y obtiene el título tras realizar una prueba de reválida en Barcelona, situación que se repetirá hasta 1972, cuando la IV promoción de la ETSA obtenga su título en la propia Escuela sin necesidad de realizar la prueba de reválida. Este año se defiende la primera tesis doctoral.
En 1975 se comenzó a construir el actual edificio, obra de los arquitectos Carlos Sobrini, Rafael Echaide y Eugenio Aguinaga. La Escuela se trasladó definitivamente a este nuevo edificio en 1978. Un año más tarde, en 1979 ocupa en cargo de director Leopoldo Gil Nebot. Bajo su dirección se redactan los primeros Boletines de Noticias de la Escuela y en 1987 nace la primera de las publicaciones de contenido profesional editada por la ETSAUN: la Revista de Edificación (Re), cuyo director es Antonio García Valcarce.
En 1988 se firma el convenio de colaboración entre la Escuela y el Ayuntamiento de Pamplona, por el que los alumnos ofrecen propuestas concretas de ordenación, proyecto y urbanización de la ciudad.
El curso 1991-1992, comienzan a impartirse los estudios de Arquitectura Técnica, reconocidos oficialmente por el Estado, y Antonio García Valcarce es nombrado director de la ETSA, cargo que ocupará hasta 1994 cuando Juan Miguel Otxotorena lo sucede. Será bajo la dirección de este último, en 1995, cuando se crea el Archivo Histórico de Arquitectura, con legados de reconocidos arquitectos como Rafael Echaide y Francisco Íñiguez, a los que después siguieron los de Luis Moya Blanco, César Ortiz-Echagüe Rubio, Eugenio Aguinaga, Rafael Aburto, Domingo Ariz, Fernando Redón, etc.
En 2004 la Federación Española de Municipios y Provincias premia a la Escuela por su «aportación a la transformación urbanística de Pamplona en sus últimos 40 años».
Su actual director es el arquitecto Miguel A. Alonso del Val. Actualmente en la ETSAUN se pueden estudiar cursos de doctorado, de especialización y el Máster en Diseño Arquitectónico (MDA), estudios ya reconocidos por el Ministerio de Educación como programa oficial de postgrado.

## Departamentos
La ETSAUN está constituida por dos departamentos: el de Teoría, Proyectos y Urbanismo, y el de Construcción, Instalaciones y Estructuras. Cuenta con unas instalaciones modernas; dispone de un Laboratorio de Edificación, creado en 1966; diez aulas de capacidad media de 100 plazas; seis talleres de más de cien plazas cada uno; un aula del Centro de Tecnología Informática con capacidad para 40 personas, cada una de ellas equipadas con un ordenador con conexión a Internet. Además, todas las instalaciones cuentan con acceso WIFI a Internet.

## Titulaciones
LA ETSAUN ofrece una formación integral y completa, concretada en las siguientes titulaciones:
- Grado en Estudios de Arquitectura
- Grado en Diseño/Design
- Máster en Diseño Arquitectónico
- Máster en Diseño y Gestión Ambiental de Edificios
- Máster Universitario en Arquitectura
- Doctorado en Creatividad Aplicada
- Doctorado en Ingeniería Aplicada
- Doctorado en Historia y Análisis Crítico de la Arquitectura Española del siglo XX
- Doctorado en Diseño Ambiental y Tecnológico en Arquitectura

## Congresos
Es sede del Congreso Internacional sobre Historia de la Arquitectura moderna española que celebra desde su creación en el año 2000. Además promociona diversos congresos, como la Bienal de Arquitectura Latinoamericana y conferencias semanales cada viernes a cargo de reconocidos arquitectos de prestigio internacional.

## Reconocimientos oficiales
El Laboratorio de Edificación de la Escuela Técnica Superior de Arquitectura e Ingeniería de Edificación Universidad de Navarra, junto con otras empresas navarras (como Igeo 2, Entecsa, LABENSA, Geea Geólogos, GIMA, Laboratorio de Resbaladicidad, CECTECO, Ionavarra, ID Ingeniería Acústica y T&D Ingenieros) está reconocido por el Gobierno de Navarra como un laboratorio acreditado para el control de calidad de la edificación.